# Du går, Guds Lamm, du rena
Du går, Guds Lamm, du rena är en passionspsalm av Christoph Christian Sturm eventuellt skriven 1780, och översatt av Johan Olof Wallin 1816. Den är lätt bearbetad för Den svenska psalmboken 1986.
Melodin (Ess-dur, 4/4) är en ombildad gregoriansk melodi, känd från Christliche Kirchen-Ordnung, en koralbok från Erfurt 1542, och samma melodi som till Guds rena Lamm, oskyldig.

## Publicerad i
Med titelraden Du går, Guds Lamm, du milda
- 1819 års psalmbok som nr 86 under rubriken "Jesu lidande, död och begravning: Jesus lider i Getsemane, förnekas och fängslas".
- Svensk söndagsskolsångbok 1908 som nr 44 under rubriken "Jesu lidande".
- Svensk söndagsskolsångbok 1929 som nr 63 under rubriken "Jesu lidande"
- Sionstoner 1935 som nr 179 under rubriken "Passionstiden".
- 1937 års psalmbok som nr 86 under rubriken "Passionstiden".
- Förbundstoner 1957 som nr 105 under rubriken "Guds uppenbarelse i Kristus: Jesu lidande och död".
- Lova Herren 1988 som nr 151 under rubriken "Passionstiden".

Med titelraden Du går, Guds Lamm, du rena
- Den svenska psalmboken 1986 som nr 136 under rubriken "Fastan".